# 聖公會何澤芸小學
聖公會何澤芸小學（英語：S.K.H. Ho Chak Wan Primary School）是一所位於香港青衣的津貼小學，前身為聖公會思晃小學，於1974年成立，1993年遷入位於長亨邨的現址。

## 歷史
此校本為位於葵芳邨第3座側的聖公會思晃小學，於1974年創校，以已故的曹思晃法政牧師（1895-1960）命名。
由於葵芳邨部分樓宇被列為危樓，並需逐步拆卸重建，思晃小學曾被下令於1991年8月暫停辦學。其後，由於家校各方的極力爭取，加上校方在接獲通知後即時申請重置，教育署於1992年向此校批出位於長亨邨三期的新校舍；同時，此校雖然要如期交出舊校舍，但獲准借用同邨惠州公學校舍繼續辦學，直至1993年新址建成為止。
由於遷校費用由何耀棣律師捐贈，此校於遷址之際，改以其父、香港書籍文具業公會前主席何澤芸冠名。
於1999年，此校下午校獲政府分配位於青衣青綠街的另一座校舍，至翌年分拆為全日制的聖公會青衣邨何澤芸小學；而上午校則繼續於現址辦學，亦實行全日制。

## 校舍

### 葵芳邨舊校舍
舊校舍為一所過渡型「火柴盒」小學，不計地下共設5層，設有24間課室及少量特別室，而天台後期亦加建一層；然而，此校只佔用舊校舍2樓以上樓層，而地下及1樓為智障人士學校「丁熊照學校」。舊址屬葵芳邨工程一部分，由有成建築有限公司承建，於1973年完工，但直至翌年才正式啟用。
隨著此校於1991年暫借惠州公學續辦，舊址於同年暑假騰空，另丁熊照學校亦遷入同區另一座新建校舍，丟空六年後才於1997年連同第3座一併拆卸。該處於2000年完成重建，成為同名屋邨的葵愛樓。

### 長亨邨現址
此校現時的校舍為一座1988年版小學靈活式校舍，佔地約7,000平方米，設有30間課室連各種特別室。
校舍屬長亨邨三期工程的一部分，由鴻運建築有限公司承建，1991年動工，至1993年完工遷入。

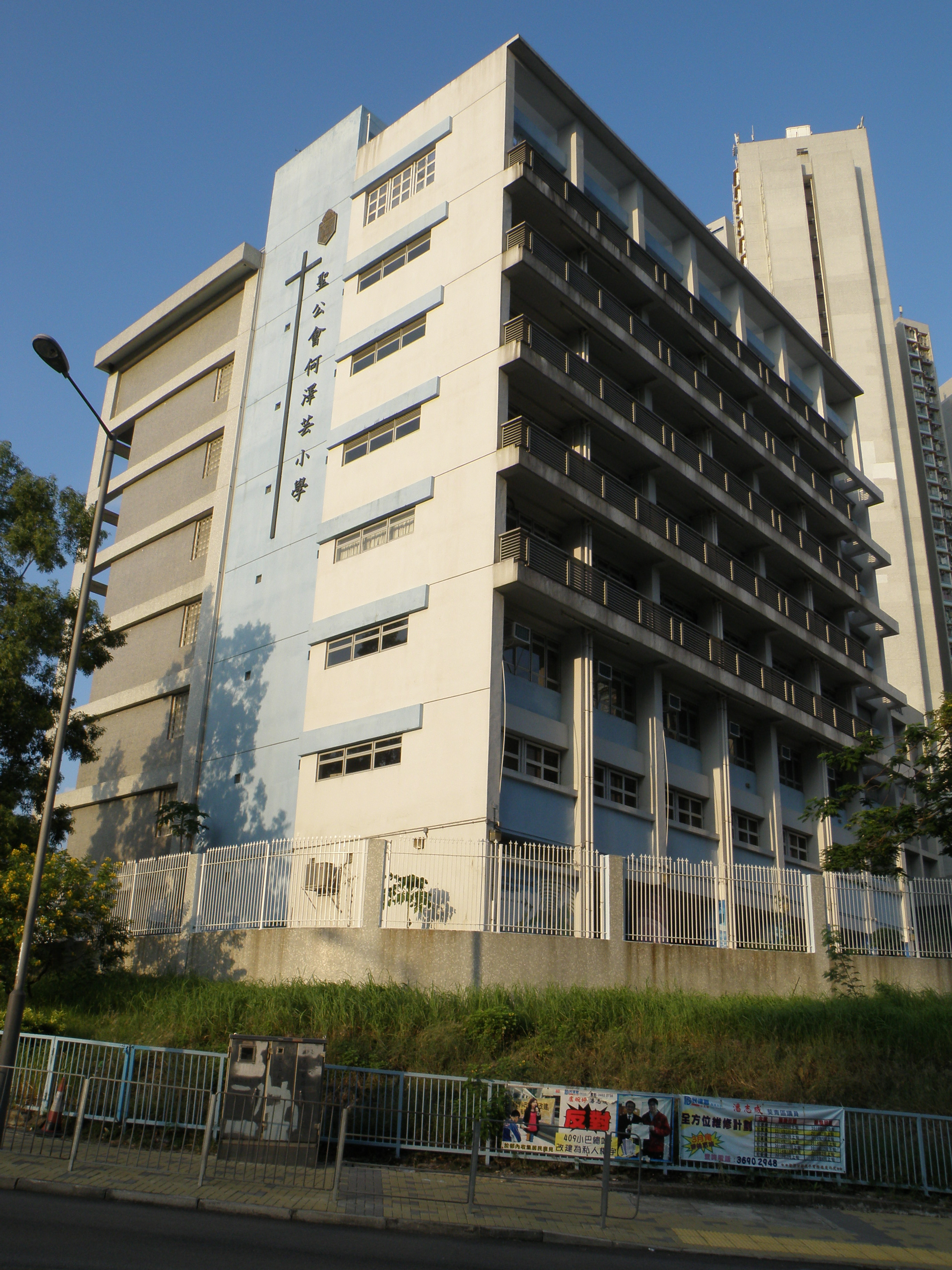
校舍側面

## 校政管理
歷任校監
- 李乃元 先生[15]
- 鄺夏慧中 女士[16]
- 陳璟 女士[17]
- 蘇啟明 先生

歷任校長
- 陳普蓮 女士（1974年-？，創校校長）[6]
- 岑周豔 女士（？年-2000年，上午校校長，1993年起出任總校長）
- 劉肇基 先生（？-約1980年代尾，下午校校長）[15]
- 潘澤芹 先生
- 王雲珠 女士
- 張昌明 先生（2012年起，全日制現任校長）

現任副校長
- 譚婉嫻 女士
- 劉嘉雯 女士
- 黃子傑 先生

## 著名/傑出校友
- 陳淦濱（1988年畢業）：1992/93年度香港傑出學生選舉得獎者、恩賢教育中心創辦人；曾於美國溫瑞爾系統任職
- 樓嘉豪（2006年畢業）：前無綫電視男演員
- 柯翠婷：藝名「盤菜瑩子」，為香港女藝人
- 彭晉：香港男歌手

## 註解
1. ↑  2021-22學年數字[1]